# Caligo martia

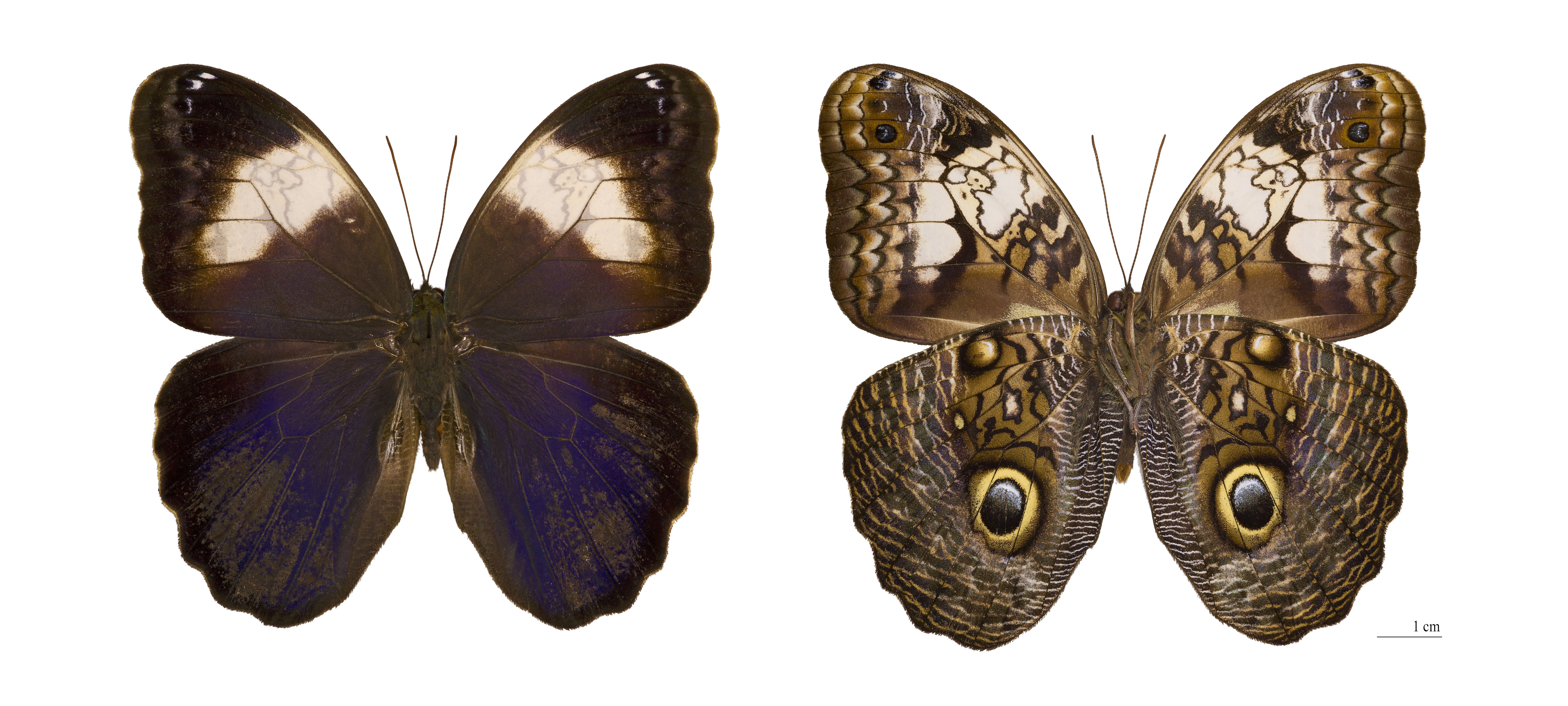
Caligo martia

Caligo martia là một loài bướm ngày thuộc họ Nymphalidae. Loài này được tìm thấy ở Brasil.
Ấu trùng ăn Echinochloa crus-galli và Pennisetum purpureum.

## Hình ảnh

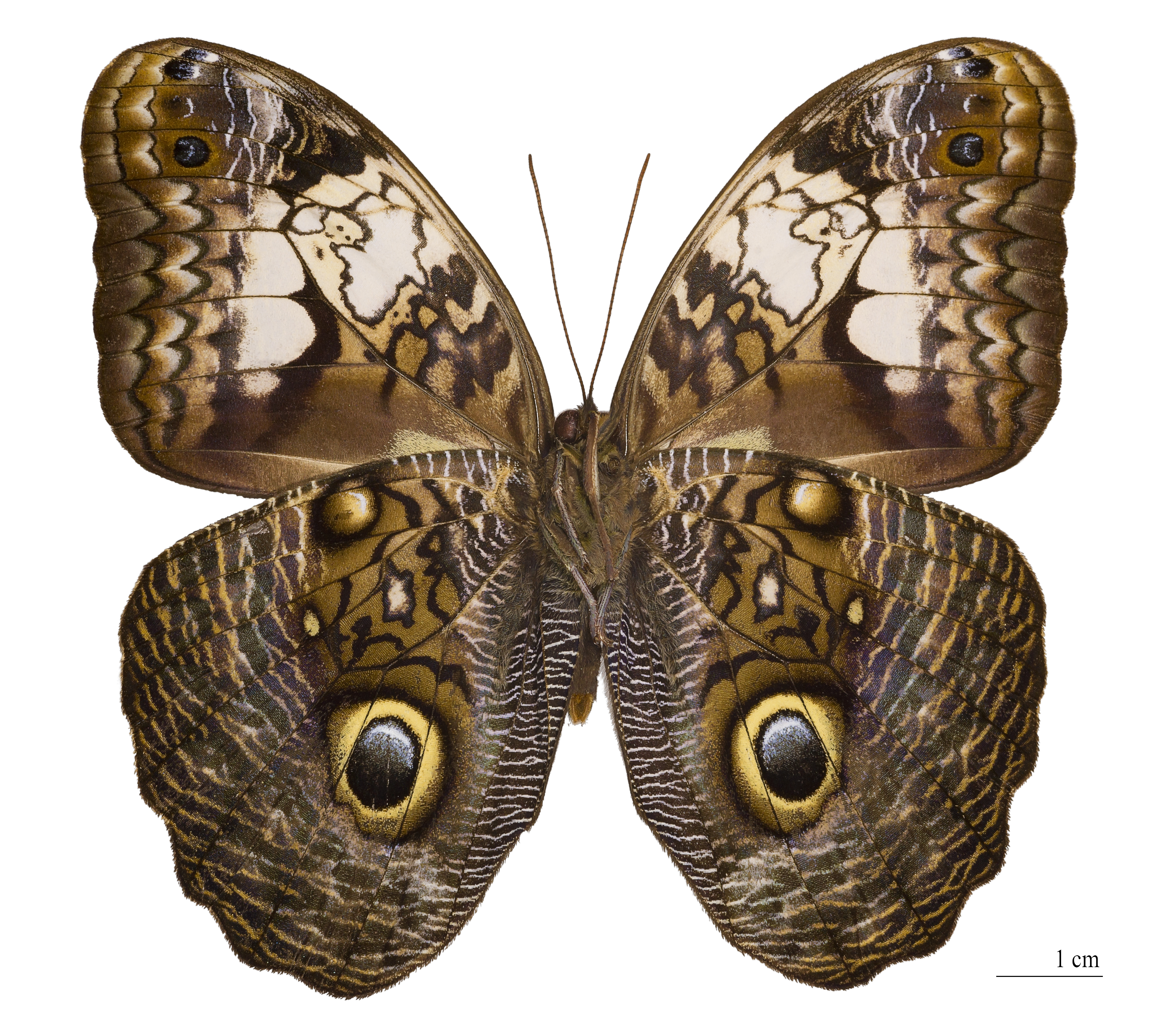
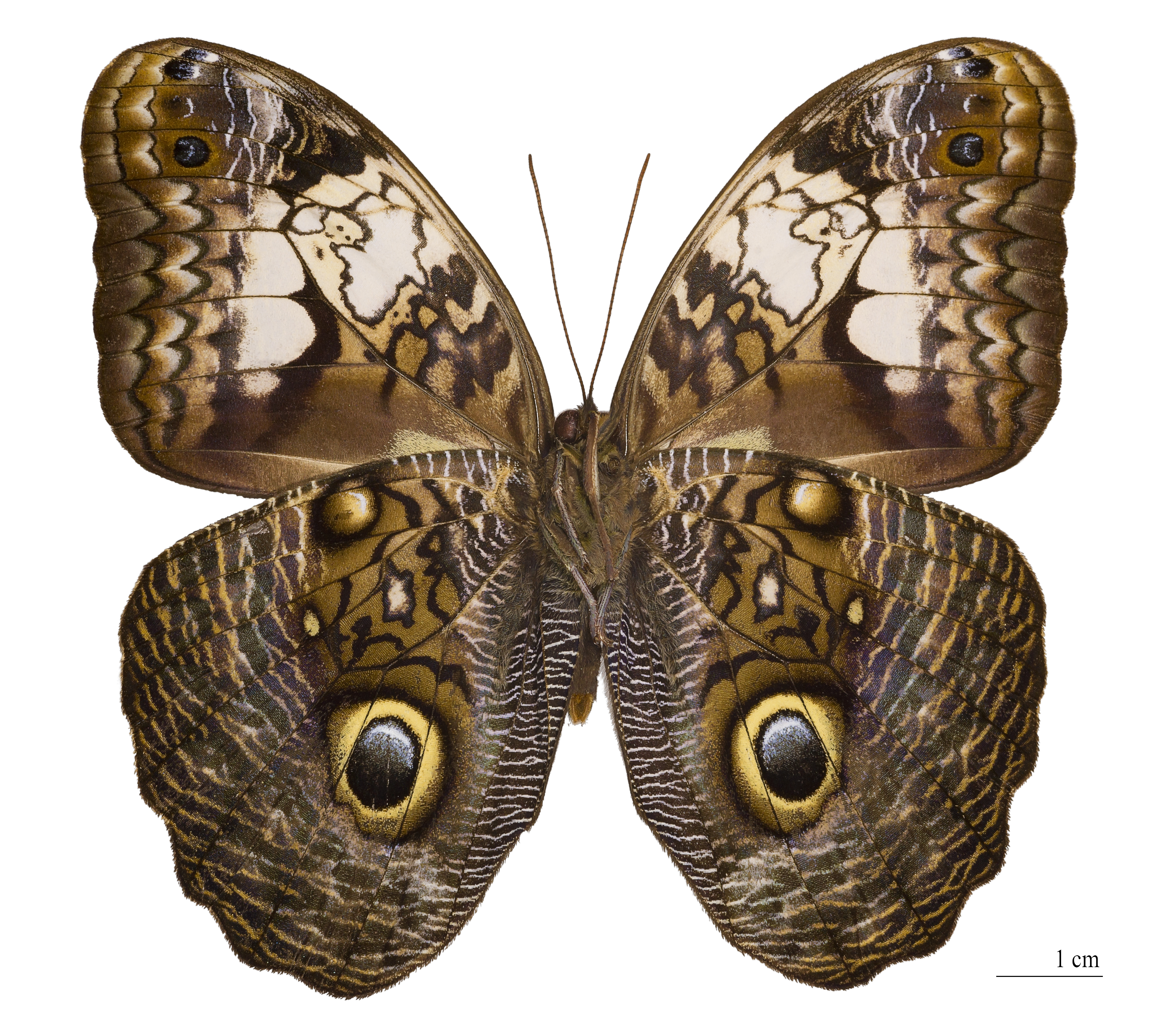
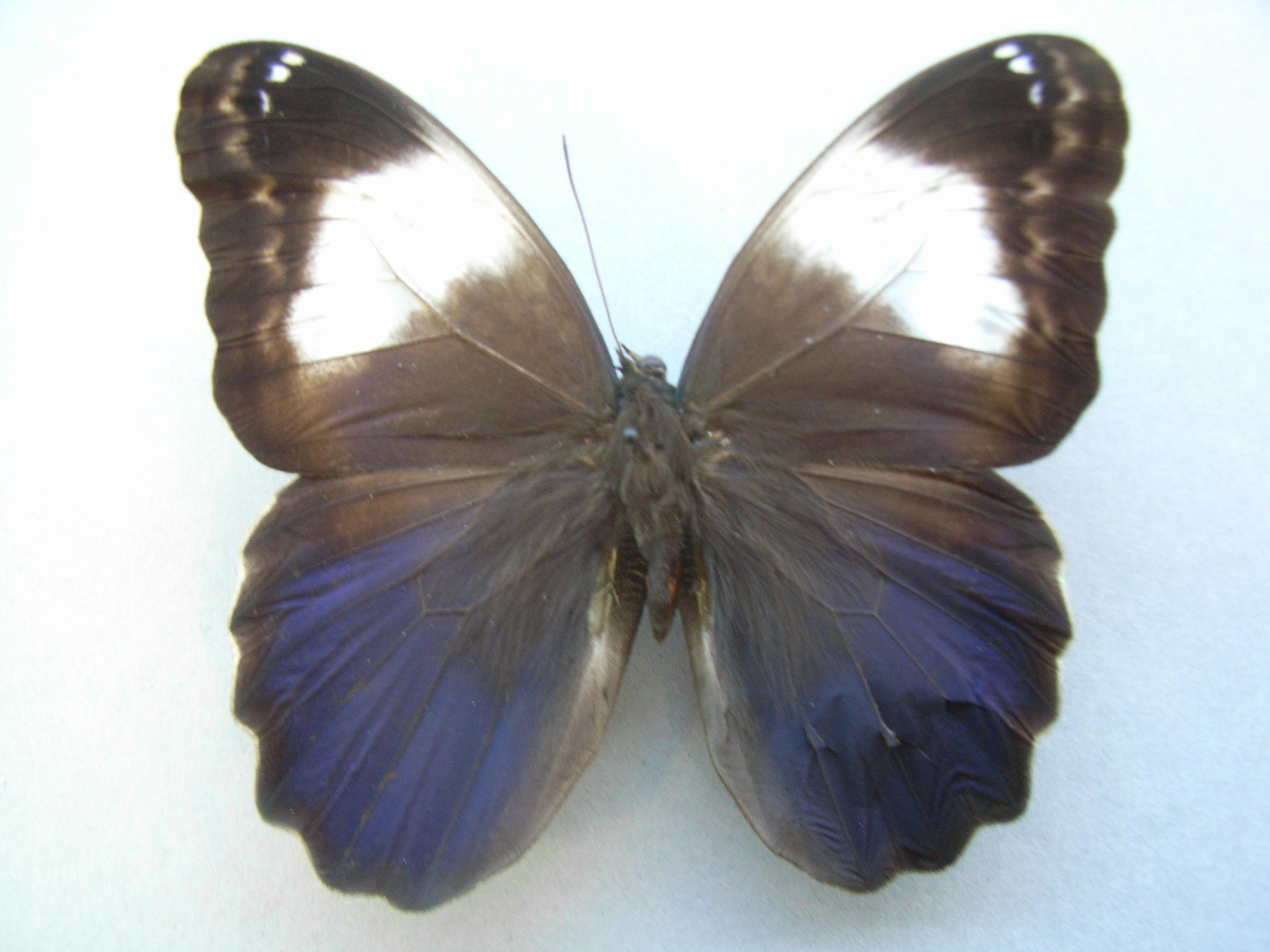
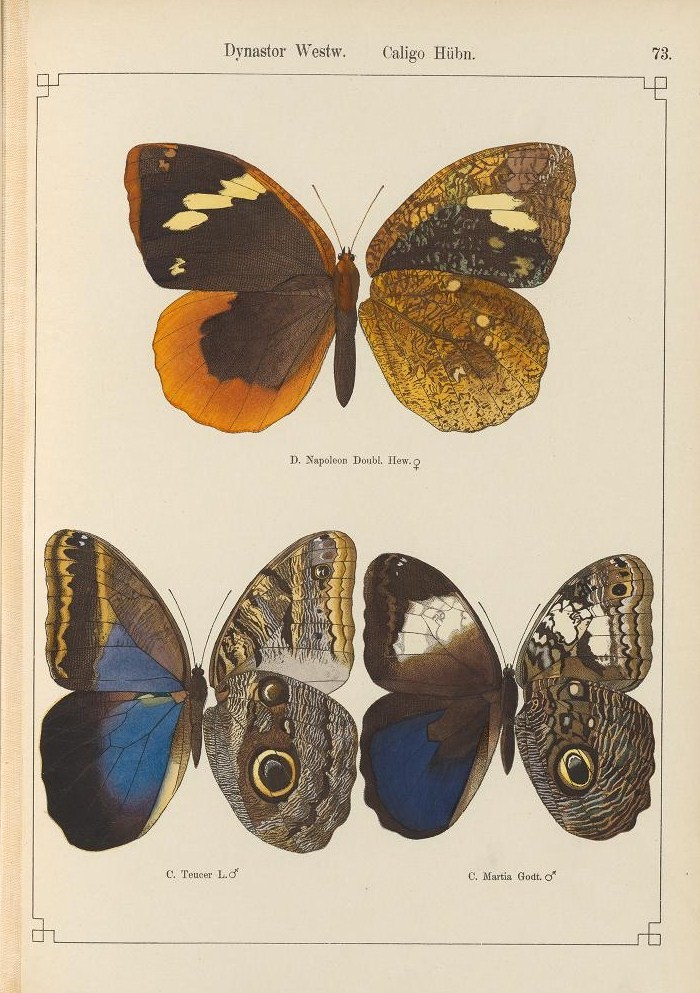